# Avoye de Sicile
 Avoye de Sicile  ou Aure ou Auré est une martyre chrétienne du IIIe siècle, originaire de Sicile et morte à Boulogne-sur-Mer, vers 234, selon la tradition. Elle est reconnue sainte par l'Église catholique.

## Biographie
Avoye naquit en Sicile, son père Quintien était un païen sicilien, sa mère  Gérasine était une chrétienne, originaire de la province romaine de Bretagne. Avoye avait huit frères et sœurs. Avoye décida de se consacrer à Dieu et de vivre cachée, hors du monde.
Vers 234, Avoye se rendit en Cornouaille avec sa mère pour assister au mariage de sa cousine Ursule. Mais Ursule refuse le mariage pour se consacrer à Dieu. Avoye et Ursule s'enfuient et rejoignent Cologne où Ursule et ses compagnons sont massacrés par des barbares. Avoye échappe au carnage car un chef barbare voulait l'épouser. Avoye refuse. Elle est emprisonnée et privée de nourriture. Mais un ange vint la secourir. La Vierge vient elle‑même nourrir la prisonnière en lui apportant chaque semaine trois petits pains « pétris par les anges ». Libérée, on ne sait comment, c'est à Boulogne-sur-Mer où, découverte par des barbares, elle fut martyrisée : frappée de verges, seins coupés, on lui enfonça dans les plaies une haire piquante et du sel fondu bouillant. Elle fut achevée par décapitation.

## Culte
Elle est fêtée dans les diocèses de Bretagne, de Champagne et d'Ile-de-France.
Sa fête est le 6 mai.